# 霍羅代茨凱
48°45′54″N 30°9′3″E / 48.76500°N 30.15083°E
霍羅代茨凱（烏克蘭語：Городецьке）是位於烏克蘭中部，切爾卡瑟州烏曼區的村落，由帕蘭卡市鎮管轄。該村始建於十六世紀，面積55.4平方公里，海拔高度198米，2024年人口1,065，人口密度每平方公里24.5人。